# 가이 라이더
가이 라이더(Guy Ryder, 1956년 1월 3일 ~ )은 영국의 노동운동가이다. 국제 노동조합 연맹(ITUC)의 사무총장을 역임하였다. 2012년에 국제 노동 기구(ILO)의 사무총장으로 선출되었다.

## 생애
라이더는 1956년에 영국 리버풀에서 태어났다. 리버풀 대학교와 케임브리지 대학교 대학원을 졸업하였다. 1980년대에 영국의 노동조합 상급 단체인 노동조합회의(TUC)에서 노동 운동을 시작하였다. 1998년에 후안 소마비아(Juan Somavía)가 국제 노동 기구의 사무총장으로 취임하면서 그의 비서실장으로 활동하였다. 2006년부터 2010년까지 국제 노동조합 연맹(ITUC)의 사무총장을 역임하였다. 2010년부터 국제 노동 기구의 사무차장으로 활동하였고, 2012년 5월 28일에 국제 노동 기구의 사무총장으로 선출되었다.

## 같이 보기
- 국제 노동 기구